# Brimade
Pour l’article homonyme, voir Brimade (nouvelle) pour la nouvelle d'Isaac Asimov.
 (janvier 2021).
Si vous disposez d'ouvrages ou d'articles de référence ou si vous connaissez des sites web de qualité traitant du thème abordé ici, merci de compléter l'article en donnant les références utiles à sa vérifiabilité et en les liant à la section « Notes et références ».

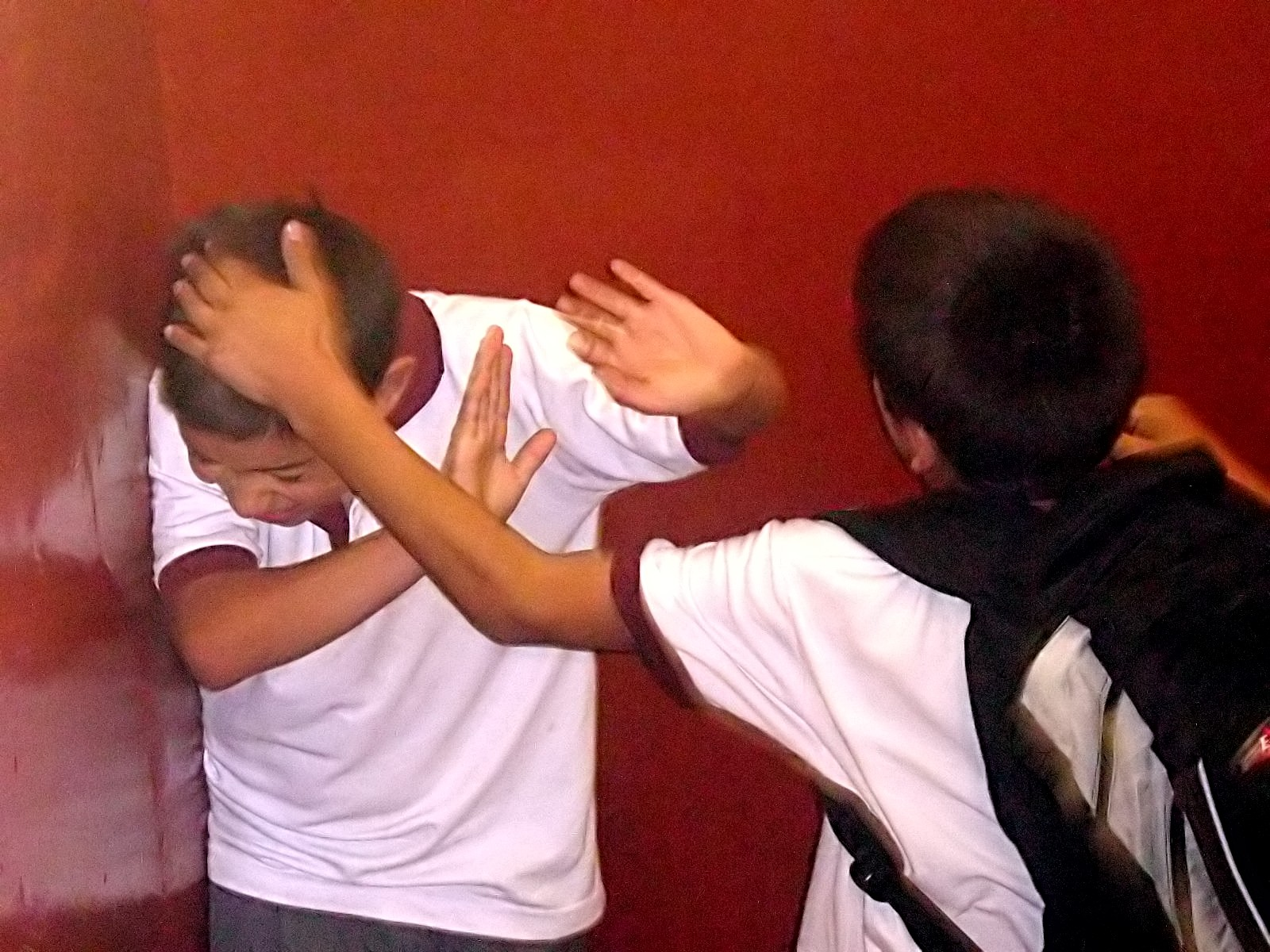
Exemple de brimade.

Les brimades (« bullying » en anglais) sont une forme d'intimidation, de harcèlement et de mauvais traitements. Il s'agit d’une action qui utilise la force, la coercition, des commentaires menaçants ou blessants. On la décrit comme une action agressive pour assouvir une dominance sur une personne. Cette distinction entre personne dominante et personne dominée est ce qui différencie une brimade d'un conflit.    
Une brimade est une sous-catégorie de comportement agressif répondant à trois critères :    
1. intention hostile
2. pouvoir déséquilibré
3. répétition sur un certain temps

Autrement dit, une brimade est une activité agressive répétée qui a l'intention de blesser une autre personne physiquement, psychologiquement ou émotionnellement.
Une brimade peut prendre plusieurs formes. Elle peut être l'action d'une seule personne sur une autre personne. Elle peut aussi être l'action d'un autre groupe sur un autre. Dans le cas d'un groupe, il y a souvent un lieutenant, une sorte de chef qui initie la brimade, tandis que ses complices le supportent dans son action. Une personne intimidante est quelqu'un qui inflige des blessures physiques ou psychologiques, intentionnellement et à plusieurs reprises à d'autres, perçus comme étant plus faibles, dans le but d'amplifier son ego et la crainte qu’elle inspire. 
En tant que comportement humain, la brimade peut être présente dans toutes les sociétés humaines, dans tous les contextes où il y a une interaction humaine (par exemple : la famille, l'école, au travail, etc.). Avec l'avènement d'internet, la brimade se fait beaucoup sur les réseaux sociaux.
Depuis 2015, le jeudi après les vacances de la Toussaint marque la journée nationale de lutte contre le harcèlement scolaire en France. Cette journée vise à sensibiliser les élèves dans les écoles, les collèges et les lycées, pour prévenir et combattre le harcèlement sous toutes ses formes.